# Шляпкин, Алексей Викторович
Алексей Викторович Шляпкин (род. 17 августа 1987, Альметьевск, Татарская АССР, СССР) — российский футболист, полузащитник.

## Карьера
Родился 17 августа 1987 года в Альметьевске в Татарской АССР. Футболом начал заниматься в местной футбольной школе. За два года до выпуска секция была реорганизована в спортивную школу при клубе «Алнас», в котором и началась профессиональная карьера игрока. С 2004 года Шляпкин стал привлекаться к матчам основного состава, а с 2006 года стал одним из ключевых игроков «Алнаса», возглавлял который Роберт Евдокимов. После расформирования «Алнаса» в 2009 году подписал контракт с клубом ФНЛ «Балтика» (Калининград), за которую сыграл 12 матчей и забил 1 гол. По окончании сезона перешёл в другой клуб ФНЛ «КАМАЗ» (Набережные Челны), который возглавил Евдокимов. В дальнейшем выступал у Евдокимова в «Газовике» (Оренбург), с которым вышел в ФНЛ. В 2014 году по приглашению тренера Константина Галкина, с которым до этого работал в «Алнасе», перешёл в «Тюмень», с которой также вышел в ФНЛ. В начале марта 2018 года перешёл в «Сызрань-2003». В сезонах 2018/19 и 2019/20 играл за «Волгу» (Ульяновск) и «Ладу» (Димитровград).

## Достижения
- Победитель Первенства ПФЛ (зона «Урал-Поволжье»): 2012/2013 («Газовик»), 2013/2014 («Тюмень»)